# Adolf-Köppe-Nadel
Die Adolf-Köppe-Nadel wurde 1956 von der Deutschen Gesellschaft für Züchtungskunde e.V. (DGfZ) im Gedenken an Adolf Köppe, einen bedeutenden deutschen Tierzüchter, gestiftet. Adolf Köppe hat in den langen Jahren seines Wirkens als Tierzuchtdirektor in Ostfriesland Maßstäbe für die gesamte deutsche Tierzucht gesetzt. Die Adolf-Köppe-Nadel dient der Ehrung von Persönlichkeiten, die sich auf dem Gebiet der praktischen Tierzucht besondere Verdienste erworben haben.

## Bisher Ausgezeichnete
- 2024: Dr. Johanne Waßmuth, Hannover; Dr. Hans Ableiter, Gerstetten
- 2023: Hans-Willi Warder, Melle
- 2022: Johannes Aumann, Neustadt a.d. Aisch
- 2021: Uwe Branding, Rendsburg
- 2019: Josef Hannen, Tönisvorst
- 2018: Bernhard Polten, Bonn
- 2017: Egbert Feddersen, Bonn; Georg Röhrmoser, Bruckmühl
- 2016: Theo Hölscher, Uelzen; Knut Roschlau, Nückel
- 2015: Hubert Henne, Melbeck
- 2014: Bernd Adler, Goßmar
- 2013: Reiner Emmerling, Grub; Friedrich Reinhardt, Verden
- 2012: Dettmar Frese, Verden
- 2011: Erwin Zierer, Ergolding
- 2010: Erwin Oschika, Paretz; Otto-Werner Marquardt, Kirchlinteln
- 2009: Gunther Rath, Hannover
- 2008: Herbert Reuter, Idstein
- 2007: Hermann Schulte-Coerne, Bonn
- 2006: Franz Ehrsam, Großheirath; Bernhard Mügge, Euskirchen
- 2005: Eckart Körner, Bonn
- 2004: Hanfried Haring, Warendorf
- 2003: Franz Werkmeister, Sindelfingen; Alfred Henze, Neuenhagen
- 2002: Anselm Rittler, Neckartailfingen; Dieter Dreyer, Enkenbach-Alsendorn
- 2001: Klaus Richter, Niederpöllnitz; Günther Braune, Breitenau; Alfons Schwarz, Kempten
- 2000: Klaus Herbst, Lüneburg; Rudolf Hahn, Neustadt a.d. Aisch
- 1999: Karl Freiherr von Ledebur, Bad Godesberg; Otto Vogt-Rohlf, Verden; Gottfried Schäfer, Biberach; Josef Kreilinger, Munzing (Lkr. Passau); Hans Häckel, Langenau-Osterstetten
- 1998: Karl-Heinz Hüggelmeyer, Bad Rothenfelde; Heinrich Löber, Paretz
- 1997: Alphons Gottschalk, Grub; Herbert Tüngler, Stendal/Altmark
- 1996: Gerhard Gramann, Kiel; Gerhard Kramer, Köllitsch
- 1995: Ottokar Rabe, Nortmoor bei Leer; Siegfried Zelfel, Paretz
- 1994: Johannes Riederer Freiherr von Paar, Polting; Gustav Wilke, Melle
- 1993: Ernst Adolf Gaede, Enkenbach-Alsenborn; Josef Riemensberger, Meckenheim bei Bonn; Wolfgang Schepp, Osnabrück; Franz X. Strahl-Schäfer, Ravensburg-Vorderstrauben
- 1992: Werner Rappen, Hannover; Hubert Reuter, Düsseldorf
- 1991: Wilhelm Brilling, Stuttgart; Fritz Dieckmann, Münster; Hanns-Werner Thiele, Murnau-Westried, Johann Zink, Oberdischingen
- 1990: Willy Kling, Weilheim; Günther Hofmann, Blumental, früher Süderbrarup
- 1989: Michael Naglmeier, Haid bei Ampfing; Heinrich Schröder, Bremen
- 1988: Walter Hartwig, Hannover
- 1987: Josef Rainer Schieren, Heinsberg
- 1986: Gustav Gätgens, Neumünster-Einfeld
- 1985: Wilhelm Uppenborn, Krefeld
- 1984: Paul Diers, Liesborn
- 1983: Joachim von Wülfing, Wülfinghof, Swisttal-Heimerzheim; Ernst Senckenberg, Gut Herrmannsdorf
- 1966: Karl Niederberger, Osnabrück
- 1959: Martin Heling, Hannover
- 1958: Detlef Ratjen, Neumünster
- 1957: Wilhelm Elting, Vehs; Johannes von Gumppenberg, Pöttmes; Albert Schäfer, Limburgerhof; Wilhelm Gehrke, Hallerburg; Dr. v. Burgsdorff, Garath; Carl Frh. v. Patow, Krefeld; Ernst Mangold, Berlin; August Honeker, Freudenstadt; Adolf Weyl, Hannover; Heinrich Tornede, Biedenkopf; Ludwig Dürrwaechter, München
- 1956: Adolf Köppe, Norden; Wilhelm Niklas, München; Wilhelm Zorn, München; Heinrich Krämer, Unterschützen; Peter Wree, Lutzhöft; Friedrich Weber (Oberlandwirtschaftsrat), Ulm; Wilhelm Schäper, Merzig; Werner Kirsch, Hohenheim; Peter Venherm, Vorheim; Bernd von Kanne, Breitenhaupt; Gustav Vierling, Hofmeierei